# Ле-Тюэль
Ле-Тюэль (фр. Le Thuel) — коммуна во Франции, находится в регионе Пикардия. Департамент коммуны — Эна. Входит в состав кантона Вервен. Округ коммуны — Вервен.
Код INSEE коммуны — 02743.

## Население
Население коммуны на 2010 год составляло 170 человек.
| 1962 | 1968 | 1975 | 1982 | 1990 | 1999 | 2010 |
| ---- | ---- | ---- | ---- | ---- | ---- | ---- |
| 191  | 175  | 135  | 164  | 154  | 149  | 170  |

## Экономика
В 2010 году среди 110 человек трудоспособного возраста (15—64 лет) 75 были экономически активными, 35 — неактивными (показатель активности — 68,2 %, в 1999 году было 69,4 %). Из 75 активных жителей работали 67 человек (37 мужчин и 30 женщин), безработных было 8 (4 мужчины и 4 женщины). Среди 35 неактивных 9 человек были учениками или студентами, 11 — пенсионерами, 15 были неактивными по другим причинам.